# William Chubb
William John Jeremy Chubb (* 1954 in Marylebone, London, England) ist ein britischer Schauspieler.

## Leben
Chubb wurde im Jahr 1954 in Marylebone geboren. Von 1988 bis zu ihrem Tod am 29. Mai 2012 war er mit der britischen Journalistin Cassandra Jardine verheiratet. Die beiden hatten fünf gemeinsame Kinder.
Als Fernsehdarsteller debütierte Chubb 1990 in der Miniserie Ein Kartenhaus in der Rolle des John Krajewski. In den 1990er Jahren folgten weitere Besetzungen in Fernseh- und Miniserien. Von 1992 bis 1993 spielte er in 14 Episoden der Fernsehserie Just Us die Rolle des Steve Holdsworth. Von 1998 bis 1999 war er in elf Episoden der Fernsehserie The Ambassador in der Rolle des Stephen Tyler zu sehen. Eine Rollenbesetzung erhielt er 2001 in Das Halsband der Königin. 2010 war er im Film Veer – Die Liebe eines Kriegers zu sehen. 2024 spielte er in vier Episoden der zweiten Staffel der Fernsehserie Der Herr der Ringe: Die Ringe der Macht in der Rolle des Hohepriesters von Númenor mit.

## Filmografie (Auswahl)

### Schauspiel
- 1990: Ein Kartenhaus (House of Cards, Miniserie, 4 Episoden)
- 1991: Agatha Christie’s Poirot (Fernsehserie, Episode 3x07)
- 1991: Sleepers (Miniserie, 4 Episoden)
- 1992: As Time Goes By (Fernsehserie, 2 Episoden)
- 1992: One Foot in the Grave (Fernsehserie, Episode 3x06)
- 1992: Science Fiction (Fernsehserie, Episode 2x04)
- 1992: Downtown Lagos (Miniserie, 3 Episoden)
- 1992: EastEnders (Fernsehserie, Episode 1x823)
- 1992: Lovejoy (Fernsehserie, Episode 3x14)
- 1992–1993: Just Us (Fernsehserie, 14 Episoden)
- 1993: The Buddha of Suburbia (Miniserie, 2 Episoden)
- 1993: Um Kopf und Krone (To Play the King, Miniserie, Episode 2x03)
- 1994: Headhunters (Fernsehserie, Episode 1x01)
- 1995: Signs and Wonders (Fernsehserie, 4 Episoden)
- 1995: Bugs – Die Spezialisten (Bugs, Fernsehserie, Episode 1x01)
- 1995: Peak Practice (Fernsehserie, Episode 3x14)
- 1995: An Independent Man (Fernsehserie, Episode 1x04)
- 1995: Capital Lives (Fernsehserie, Episode 2x01)
- 1995: Casualty (Fernsehserie, Episode 10x04)
- 1996: Mike & Angelo (Fernsehserie, Episode 8x09)
- 1996: Anissa Kate (Fernsehserie, Episode 2x03)
- 1996: Faust (Fernsehfilm)
- 1997: Inspektor Wexford ermittelt (The Ruth Rendell Mysteries, Fernsehserie, 2 Episoden)
- 1997: The Vanishing Man (Fernsehfilm)
- 1997: Breakout (Fernsehfilm)
- 1998: Supply & Demand (Miniserie, 2 Episoden)
- 1998–1999: The Ambassador (Fernsehserie, 11 Episoden)
- 1999: Milk
- 1999: Extremely Dangerous (Miniserie, 3 Episoden)
- 2000: Playing the Field (Fernsehserie, Episode 3x01)
- 2000: Randall & Hopkirk (Deceased) (Fernsehserie, Episode 1x03)
- 2000: In Defence (Fernsehserie, Episode 1x03)
- 2001: Relic Hunter – Die Schatzjägerin (Relic Hunter, Fernsehserie, Episode 2x16)
- 2001: Always and Everyone (Fernsehserie, 2 Episoden)
- 2001: Das Halsband der Königin (The Affair of the Necklace)
- 2002: Mrs Caldicot’s Cabbage War
- 2002: Tough Love (Fernsehfilm)
- 2002: Holby City (Fernsehserie, Episode 5x06)
- 2003: Heartbeat (Fernsehserie, Episode 12x18)
- 2003: Murder in Mind (Fernsehserie, Episode 3x05)
- 2004: Justifying War: Scenes from the Hutton Enquiry (Fernsehfilm)
- 2004: Gladiatress
- 2004: Der Preis des Verbrechens (Trial & Retribution, Fernsehserie, 2 Episoden)
- 2004: Inspector Barnaby (Midsomer Murders, Fernsehserie, Episode 7x07)
- 2005: Cherished (Fernsehfilm)
- 2005: Absolute Power (Fernsehserie, Episode 2x02)
- 2005: The Bill (Fernsehserie, Episode 21x87)
- 2007: A Very British Sex Scandal (Fernsehfilm)
- 2008: Phoo-Action (Fernsehfilm)
- 2008: The Bill (Fernsehserie, Episode 24x52)
- 2010: Veer – Die Liebe eines Kriegers (Veer)
- 2010: The Taking of Prince Harry (Fernsehfilm)
- 2011: Silk – Roben aus Seide (Silk, Fernsehserie, Episode 1x01)
- 2011: Law & Order: UK (Fernsehserie, Episode 6x06)
- 2013: National Theatre Live: Othello
- 2013: Breathless (Miniserie, Episode 1x05)
- 2014: Edge of Heaven (Fernsehserie, Episode 1x05)
- 2015: Jonathan Strange & Mr Norrell (Miniserie, 4 Episoden)
- 2015: Don’t Take My Baby (Fernsehfilm)
- 2016: Close to the Enemy (Miniserie, Episode 1x06)
- 2017: National Theatre Live: Rosencrantz & Guildenstern Are Dead
- 2017: 6 Days
- 2019: Adrift in Soho
- 2020: Miracle Workers (Fernsehserie, Episode 2x07)
- 2020: Quiz (Miniserie, Episode 1x01)
- 2022: A Week in Paradise
- 2022: Pistol (Miniserie, Episode 1x01)
- 2022: Sandman (Fernsehserie, Episode 1x06)
- 2022: Empire of Light
- 2022: Vampire Academy (Fernsehserie, Episode 1x06)
- seit 2024: Der Herr der Ringe: Die Ringe der Macht (The Lord of the Rings: The Rings of Power, Fernsehserie)

### Synchronisationen
- 1990–1998: Saturday Playhouse (Podcastserie)